# 김주왕
김주왕(1987년 3월 3일 ~)은 대한민국의 가수 겸 뮤지컬배우다. 2014년 뮤지컬 《뱀파이어》로 데뷔했다.

## 방송
- 슈퍼스타K1 (2009) - Top5
- 캐스팅 콜 (2018) - Top9
- 내일은 국민가수 (2021)

## 음반
- 은하수 (Paint The Galaxy) (2024)
- This Winter Christmas (2022)
- Love (2009)
- OVERLOVE (2015)